# أشلي ريتشاردسون
أشلي ريتشاردسون (بالإنجليزية: Ashley Richardson)‏ هي عارضة أمريكية، ولدت في 27 يونيو 1965 في سدبري ‏ في الولايات المتحدة.

## وصلات خارجية
- أشلي ريتشاردسون على موقع IMDb (الإنجليزية)
- أشلي ريتشاردسون على موقع قاعدة بيانات الفيلم (الإنجليزية)